# Raekwon
Corey Quontrell Woods (1970. január 12., Staten Island), művésznevén Raekwon amerikai rapper, a Wu-Tang Clan rap-együttes tagja. Az ICE H20 lemezkiadó alapítója.
2009-ben áttért az iszlám hitre. Első nagylemeze bekerült az 1001 lemez, amelyet hallanod kell, mielőtt meghalsz című könyvbe.

## Diszkográfia

### Stúdióalbumok
- Only Built 4 Cuban Linx... (1995)
- Immobilarity (1999)
- The Lex Diamond Story (2003)
- Only Built 4 Cuban Linx... Pt. II (2009)
- Shaolin vs. Wu-Tang (2011)
- Fly International Luxurious Art (2015)

### Kislemezek
- Heaven & Hell (1994)
- Ice Cream (1995)
- Glaciers of Ice (1995)
- Live From New York (1999)
- Smith Bros. (2003)
- New Wu (2009)
- House of Flying Daggers (2009)
- Catalina (2009)
- Our Dreams (2010)
- Mef vs. Chef 2 (2010)
- Miranda (2010)
- Dangerous (2010)
- Butter Knives (2010)
- Shaolin vs. Wu-Tang (2011)
- Rock n Roll (2011)
- All About You (2013)
- Soundboy Kill It (2013)